# Can Torre (Castellgalí)
Can Torre és una masia situada al municipi de Castellgalí, a la comarca catalana del Bages.